# کرساوی
کرساوی (به فرانسوی: Corsavy) یک کمون در فرانسه با جمعیت ۲۰۴ نفر است که در Canton of Arles-sur-Tech واقع شده‌است.